# Letiště Řím Ciampino
Letiště Řím Ciampino (italsky: Ciampino–Aeroporto Internazionale G. B. Pastine) (IATA: CIA, ICAO: LIRA) je mezinárodní letiště obsluhující Řím, druhé největší po letišti Fiumicinu. Nachází se přibližně 12 km jihovýchodně od centra města Řím, u městského okruhu Grande Raccordo Anulare. Z části leží na území obce Ciampino. Přijímá lety komerčního, všeobecného a vojenského letectví. Základnu zde má nízkonákladová letecká společnost Ryanair, působí zde také Wizz Air. Bylo založeno v roce 1916.